# Gynoplistia (Gynoplistia) moma
Gynoplistia (Gynoplistia) moma is een tweevleugelige uit de familie steltmuggen (Limoniidae). De soort komt voor in het Australaziatisch gebied.